# Critomolgus buddhensis
Critomolgus buddhensis is een eenoogkreeftjessoort uit de familie van de Rhynchomolgidae. De wetenschappelijke naam van de soort is voor het eerst geldig gepubliceerd in 1903 door Thompson I.C. & Scott A..